# Grundarfjörður
Pour l’article homonyme, voir Grundarfjörður (fjord).
Grundarfjörður est une municipalité située dans le nord de la péninsule de Snæfellsnes dans l'ouest de l'Islande. La ville comptait 836 habitants en 2011.

## Géographie
Grundarfjörður est située face à un massif de montagnes d'une hauteur d'environ 1 000 m. Il s'agit de Helgrindur, au-dessous duquel se trouve le volcan central du système volcanique Lýsuskarð.
Du côté de la mer, une montagne à pic, le Kirkjufell, forme une petite péninsule.
La route vers Stykkishólmur croise un grand champ de lave, appelé Berserkjahraun, qui fait partie du système volcanique Ljósufjöll. Il réchauffe la région, d’où la quasi absence de neige en hiver sur plusieurs collines. Le nom du gisement de lave vient de la saga d'Eyrbyggja qui raconte comment deux esclaves, deux Berserkers, ont été massacrés ici par leur maître parce que l'un d'entre eux avait eu l'audace d'aimer la fille du maître.

## Histoire
La ville a reçu le droit de commerce en 1786. Autour de 1800, des négociants et des pêcheurs français sont venus en Islande et se sont établis à Grundarfjörður, où ils ont construit par eux-mêmes une église et un hôpital. Les Français ont quitté la région vers 1860.
Mais il restait un village de pêcheurs islandais qui a grandi avec les ans. La ville est ensuite devenue riche avec l'industrie de la pêche, d'où la présence de maisons de style original et parfois luxueux.

## Administration

### Jumelages
- Paimpol (France)[2],[3]

## Démographie
Evolution de la population 
2011: 836
2022: 840

## Patrimoine naturel et architectural
Dans la rue principale de la municipalité, un numéro de maison (le 84,) est réservé aux elfes, réputés habiter des rochers de l'endroit.